# 가메아리

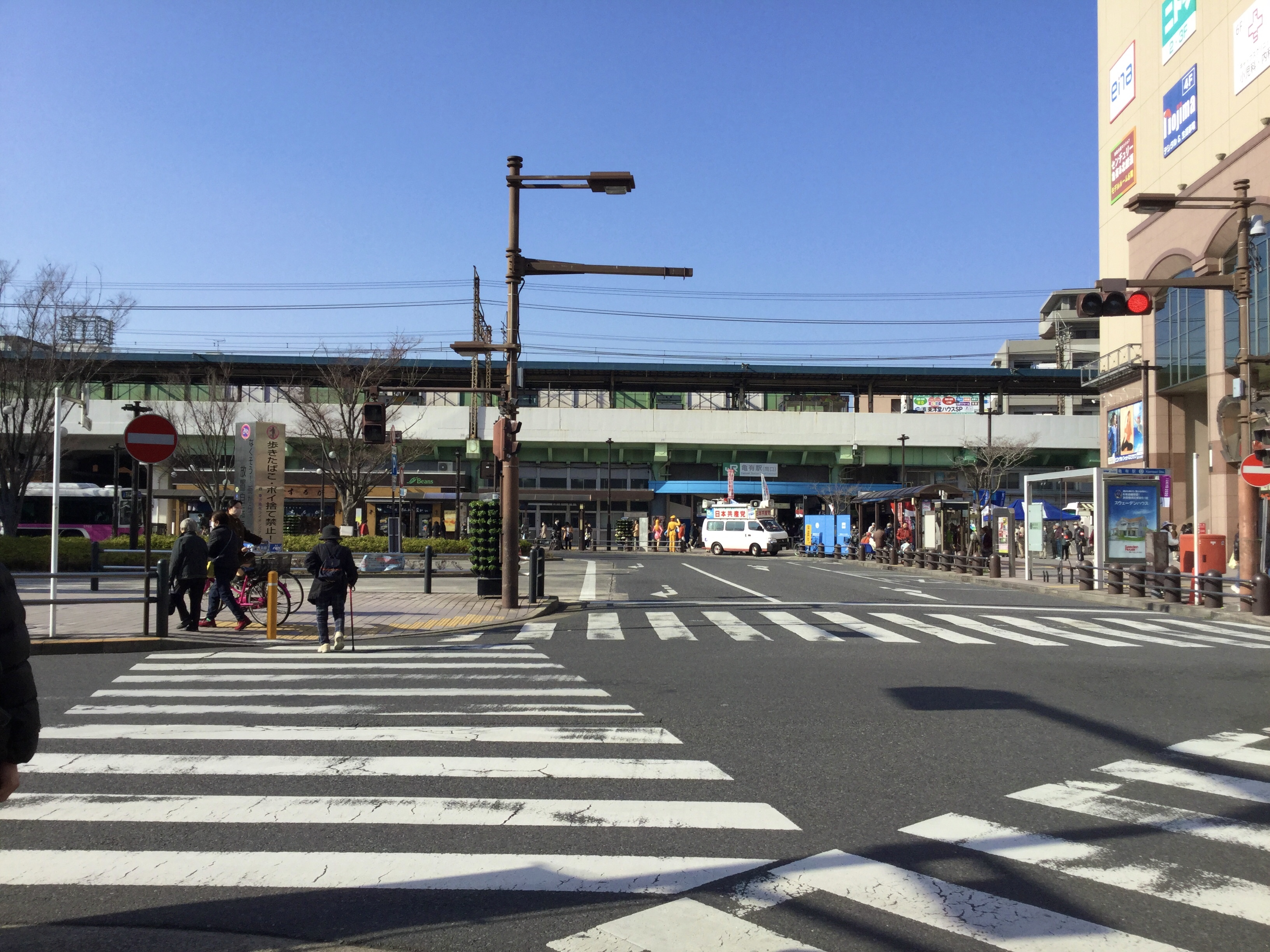
가메아리역

가메아리(일본어: 亀有 かめあり[*])은 일본 도쿄도 가쓰시카구의 정명이다.